# Vie musicale à l'époque romantique
 (juillet 2019).
La vie musicale connaît plusieurs transformations significatives durant la période romantique. Le musicien change de statut, passant de celui d'employé par un protecteur puissant à celui de musicien professionnel dépendant d'une carrière publique, aux dépens d'une stabilité financière. Parallèlement, les droits d'auteur deviennent pour eux une source de revenus, et les concerts publics deviennent plus nombreux, grâce aux diverses sociétés de concert. En lien avec le développement de l'éducation musicale et des méthodes et traités, et de l'évolution rapide de la facture instrumentale, la virtuosité devient un trait marquant et apprécié, et le rôle des femmes est de plus en plus important dans les activités musicales.

## Changement de statut du musicien professionnel
Avant la période romantique, les musiciens sont employés par des protecteurs, nobles ou religieux, et produisent des œuvres conformes aux commandes de leurs maîtres. Un grand nombre de chants et d'œuvres instrumentales ne sont joués qu'à de petits rassemblements, comme lors de soirées privées, et ne sont découverts par le reste du public que longtemps après la mort du musicien. La période romantique marque un changement significatif dans ce domaine : pour la première fois, c'est le public qui demande la musique, ou le compositeur qui impose sa musique au public, avec plus ou moins de succès. Les artistes suivent leur inspiration et leurs intérêts personnels afin de s'exprimer. Ils se produisent en concert et vendent leurs œuvres pour survivre, ce qui leur apporte à la fois une plus grande liberté et beaucoup plus de risques et d'instabilité.
Une des conséquences de ce changement d'emploi des musiciens est une promotion de l'artiste dans le rang social. Les compositeurs et les musiciens ne sont plus des serviteurs, mais sont de plus en plus honorés et respectés par leurs auditoires. Ils sont plus assurés du succès artistique et financier si leurs œuvres sont appréciées, contrairement aux musiciens de l'époque classique qui en composent que sur commande. D'autre part, la tendance grandissante à écouter de la musique du passé fait que les romantiques imaginent plus volontiers que leurs créations auront une valeur importante dans le temps [réf. nécessaire].
Par contre, la difficulté d'imposer des compositions à la fois novatrices et qui plairont au public est renforcée par la dépendance des compositeurs à leur succès d'audience. Hector Berlioz déplore ainsi la médiocrité grandissante des œuvres jouées à l'opéra de Paris.

## Création et développement des concerts publics
Les salles de concerts étaient devenues des endroits populaires pour écouter des musiciens professionnels et il s'en construisait de plus en plus. La classe moyenne comme les avocats, les marchands et les banquiers appuyaient fortement la venue d'associations symphoniques dans leurs villes pour y attirer une plus grande population et, avec l'amélioration des moyens de transport, les musiciens ont pu se produire en tournée dans des lieux plus favorables. Les revues musicales sont aussi apparues pour que les amateurs de musique puissent être informés de l'actualité dans ce domaine. C'est aussi au cours de cette période que les lois sur les droits d'auteur ont été inventées.

## Virtuoses et virtuosité
Le public plus abondant avait besoin de héros pour accompagner la musique, afin d'ajouter à l'effet dramatique. Il adorait les virtuoses de l'époque comme Paganini et Liszt, dont l'habileté technique remarquable et le style brillant impressionnaient leurs auditeurs. Cette relation d'admiration a donné lieu à certaines légendes et anecdotes. Certains soupçonnaient que Paganini avait signé un pacte avec le diable et ne croyaient pas que son instrument fût véritablement un violon ordinaire. Paganini allait au-delà pour émerveiller son auditoire : il coupait une corde à moitié avant le concert pour qu'elle se brise pendant l'exécution d'une pièce. Le pianiste Franz Liszt, connu pour ses succès auprès des femmes, plaçait son piano de façon que l'auditoire puisse mieux voir ses techniques et son profil. À la fin de ses concerts, plusieurs femmes s'évanouissaient et les spectateurs avançaient pour le voir de plus près.[réf. nécessaire]
Après l'apparition de ces virtuoses, de plus en plus de pièces techniquement difficiles ont été créées pour démontrer l'habileté des musiciens.

## La musique plus présente à la maison
La musique a obtenu une place plus importante à la maison durant le temps romantique. La classe moyenne voulait plus de musique à sa disposition, et, grâce à la technologie, a pu se procurer des pianos moins chers qu'auparavant. À la fin du XIXe siècle, pratiquement toutes les maisons de la classe moyenne avaient un piano.

## Développement de l'éducation musicale
C'est encore à cette époque que les conservatoires ont été développés par les compositeurs et les autres musiciens. Ils commençaient précisément à s'intéresser à la possibilité d'éduquer les jeunes au niveau musical. De cette manière, les compositeurs et chefs d'orchestre espéraient avoir de meilleurs musiciens dont la formation serait supérieure et plus poussée. Par exemple, Felix Mendelssohn contribua à la fondation du conservatoire de Leipzig. Le compositeur et pianiste russe Anton Rubinstein contribue autant, sinon plus, en établissant le conservatoire impérial à Saint-Pétersbourg. L'intérêt pour l'éducation musicale renforça celui pour la critique musicale. Les musiciens définissent entièrement en quoi consistait la « bonne musique » et c'est aussi de cette manière que le public a été sensibilisé aux idées romantiques.

## Rôle croissant des femmes dans la vie musicale
Avant qu'elles soient intégrées à la vie musicale, en revanche, certaines femmes jouaient un rôle de soutien. Il aurait été impossible pour certains musiciens célèbres de composer sans leur appui. Nadejda von Meck, en étant protectrice de Tchaïkovsky, lui a permis de composer car, sans elle, il n'aurait pas eu assez d'argent. Fanny Mendelssohn, par exemple, assista son frère Felix en organisant des concerts où il jouait ses œuvres.

### Femmes interprètes
Les femmes étant généralement admises aux nouveaux conservatoires, elles pouvaient maintenant recevoir une formation professionnelle de chanteuses, voire d'instrumentistes et même de compositeurs. À cause des préjugés, il était très difficile pour les femmes de trouver une place dans un orchestre professionnel ou comme enseignante dans un des conservatoires, sinon pour enseigner à d'autres femmes. C'est seulement à l'opéra que les femmes avaient effectivement un rôle de premier plan à jouer.
La société en général pensait avoir raison en croyant que la place de la femme était à la maison et, si elle désirait être musicienne, elle devait jouer pour son accomplissement personnel et social. Elle n'était donc certainement pas encouragée à jouer en public ; il était plus convenable, disait-on, de garder ses talents pour ses amis et sa famille. Il y a des exceptions, par exemple, comme Clara Schumann. Elle était une des seules femmes à réussir à avoir une carrière professionnelle comme pianiste et enseignante d'une famille nombreuse, tout en entretenant son foyer familial.

### Femmes compositrices
Dans le même ordre d'idées, les femmes, contrairement aux hommes, n'étaient pas considérées en ayant le « type d'intelligence nécessaire » pour accomplir une composition musicale « dans toute sa plénitude et la grandeur de ses formes harmoniques » dit en 1880 George Upton, le critique de musique américain. Leurs compositions, si elles s'étaient fixées sur l'idée d'en écrire, devaient être légères, superficielles, pas trop difficiles et, en un mot, inutiles. Même avec l'évolution des mœurs, certaines femmes le croyaient : « J'ai pensé que j'avais un certain talent créateur », remarqua Clara Schumann, « mais j'ai renoncé à cette idée. La femme ne doit pas désirer composer. Aucune femme n'a réussi à le faire jusqu'ici, alors pourquoi en serait-il autrement pour moi ? »
Certaines femmes compositrices de talent n'étaient même pas en mesure de publier leurs œuvres car leur famille disait que ce n'était pas convenable pour les jeunes femmes. Jusqu'à tout récemment[Quand ?], les œuvres de Fanny Mendelssohn étaient demeurées inconnues. Alma Schindler était compositrice jusqu'à ce qu'elle rencontre son mari Gustav Mahler. Elle abandonna tout pour appuyer son mari. Les femmes ont, malgré les nombreux obstacles, commencé à composer pour qu'un jour, elles puissent se rendre au même niveau d'égalité que les hommes.